# Salvatore Todisco
Salvatore Todisco (Napoli, 30 agosto 1961 – Collevalenza, 25 novembre 1990) è stato un pugile italiano, medaglia d'argento alle Olimpiadi di Los Angeles (1984).

## Biografia

### Carriera pugilistica
Si avvicinò al pugilato nella Palestra Fulgor della sua Napoli, la stessa di Patrizio Oliva. Con Oliva ha condiviso anche il preparatore atletico, Geppino Silvestri.
Nel 1982 Todisco vinse il titolo italiano dei pesi minimosca a Milano. L'anno dopo conquistò la medaglia di bronzo ai Giochi del Mediterraneo di Casablanca. Sempre nel 1983 fu medaglia d'argento ai campionati Europei di Varna, dopo aver battuto il tedesco dell'Est Robert Marx e il turco Mustafa Genc. Si arrese soltanto in finale, ai punti, al pugile di casa Ismail Mustafov. Lo stesso anno si confermò Campione d'Italia dei minimosca, a Parma.
Venne quindi convocato per far parte dello "squadrone" italiano alle olimpiadi di Los Angeles del 1984. Sconfisse in successione l'irlandese Gerard Hawkins, il portoricano Rafael Ramos e il campione mondiale militare in carica, lo zambiese Keith Mwila. A causa di una frattura alla mano non disputò la finale contro lo statunitense Paul Gonzales e dovette accontentarsi della medaglia d'argento. 
L'infortunio gli lasciò conseguenze, perché agli Europei del 1985 a Budapest, si fermò ai quarti di finale, sconfitto ai punti (0:5) dal tedesco dell'Ovest Rene Breitbarth. Nonostante ciò riuscì ancora a vincere la medaglia di bronzo alla successiva edizione dei Giochi del Mediterraneo di Latakia del 1987 e, nel dicembre dello stesso anno, fu campione d'Italia a Bologna nella categoria superiore dei pesi mosca.
Si ritirò dall'attività agonistica senza essere mai passato al professionismo.

### La tragica fine
Nel 1990 era collaboratore del commissario tecnico della nazionale dilettanti di pugilato, Franco Falcinelli, quando perse la vita a soli 29 anni  per un incidente automobilistico sulla E45 nei pressi di Collevalenza (PG). In suo onore è allestito a Napoli il Memorial di boxe Salvatore Todisco.